# Isopeda montana
Isopeda montana är en spindelart som beskrevs av Henry Roughton Hogg 1903. Isopeda montana ingår i släktet Isopeda och familjen jättekrabbspindlar. Inga underarter finns listade i Catalogue of Life.